# Condado de Chiayi
Chiayi (mandarín Pīnyīn: Jiāyì Xiàn; Hokkien POJ: Ka-gī-koān) es un condado en el suroeste de Taiwán que rodea pero no incluye la ciudad de Chiayi. Es el sexto condado más grande de Taiwán.

## Nombre
El antiguo nombre chino era Tsu-lo-san (chino: 諸羅山; Zhūluóshān, Pe̍h-e-jī: Chu-lô-san), una representación del nombre original en lengua formosana Tirosen. La versión abreviada, Tsulo, se usó para nombrar el condado de Tsulo, que originalmente cubría las dos terceras partes del norte subdesarrolladas de la isla. En 1704, la sede de condado se trasladó a Tsulosan, el sitio de la actual ciudad de Chiayi. Tras la rebelión de Zhu Yigui de 1723, el condado se redujo de tamaño. En 1787, el condado y la ciudad pasaron a llamarse Kagee (嘉義: "justicia encomendada") para reconocer la lealtad de los ciudadanos durante la rebelión de Lin Shuangwen.

## Historia

### Imperio del Japón
Desde 1920, durante el gobierno japonés de Taiwán, el área de la prefectura de Tainan cubrió el actual condado de Chiayi, la ciudad de Chiayi, Tainan y el condado de Yunlin.

### República de China
Después de la entrega de Taiwán de Japón a la República de China el 25 de octubre de 1945, el área del actual condado de Chiayi se administró bajo el condado de Tainan. En octubre de 1950, el gobierno provincial de Taiwán formó el gobierno del condado de Chiayi y este se estableció como condado de la provincia de Taiwán en el mismo mes. La ciudad de Chiayi fue posteriormente degradada de una ciudad provincial y diseñada como sede de condado de Chiayi.
En diciembre de 1978, el Yuan Ejecutivo aprobó la actualización de la ciudad de Chiayi para convertirse en una ciudad provincial, por lo que en diciembre de 1981, el gobierno del condado de Chiayi reubicó la capital del condado en Dongshiliao en el municipio de Taibao y la ciudad de Chiayi finalmente se convirtió en una ciudad provincial en julio de 1982.
En marzo de 1989, el municipio de Wufong pasó a llamarse Alishan y en julio de 1991, el municipio de Taibao se reestructuró para convertirse en la ciudad de Taibao. En noviembre de 1991, el gobierno del condado de Chiayi reubicó la capital del condado de Dongshiliao a Nueva Hsiangho en la ciudad de Taibao. El municipio de Puzi fue reestructurado a una ciudad-condado en septiembre de 1992.

## Geografía
El condado de Chiayi limita con el monte Yu al este, el estrecho de Taiwán al oeste, la ciudad de Tainan al sur y el condado de Yunlin al norte. Abarca más de 1,903 km², aproximadamente el 5.35% del área de Taiwán. Debido a su ubicación a lo largo de la ruta del Trópico de Cáncer, el condado de Chiayi tiene un paisaje único con otras regiones en Taiwán.
El condado de Chiayi está dividido en dos ciudades, dos municipios urbanos, trece municipios rurales y un municipio indígena de montaña. La ciudad de Taibao es la sede del condado de Chiayi y de su gobierno. El Consejo del Condado de Chiayi, sin embargo, se encuentra en la ciudad de Puzi. Helen Chang, del Partido Progresivo Democrático, es la Magistrada titular del condado de Chiayi.
| Tipo                          | Nombre    | Chino    | Taiwanés    | Hakka     | Formosano       |
| ----------------------------- | --------- | -------- | ----------- | --------- | --------------- |
| Ciudades                      | Taibao    | 太保市   | Thài-pó     | Thai-pó   |                 |
| Ciudades                      | Puzi      | 朴子市   | Phò-chú     | Phú-chṳ́   |                 |
| Municipios urbanos            | Budai     | 布袋鎮   | Pò͘-tē       | Pu-thoi   |                 |
| Municipios urbanos            | Dalin     | 大林鎮   | TōUn-nâ     | Thai-lìm  |                 |
| Municipios rurales            | Dapu      | 大埔鄉   | TōUn-po͘     | Thai-phû  |                 |
| Municipios rurales            | Dongshi   | 東石鄉   | Tang-chio̍h  | Tûng-sa̍k  |                 |
| Municipios rurales            | Fanlu     | 番路鄉   | Hoan-lō͘     | Fân-lu    |                 |
| Municipios rurales            | Liujiao   | 六腳鄉   | La̍k-kha     | Liuk-kiok |                 |
| Municipios rurales            | Lucao     | 鹿草鄉   | Lok-chháu   | Lu̍k-tshó  |                 |
| Municipios rurales            | Meishan   | 梅山鄉   | Bôe-san     | Mòi-sân   |                 |
| Municipios rurales            | Minxiong  | 民雄鄉   | Bîn-hiông   | Mìn-hiùng |                 |
| Municipios rurales            | Shuishang | 水上鄉   | Chhúi-siāng | Súi-song  |                 |
| Municipios rurales            | Xikou     | 溪口鄉   | Khe-kháu    | Hâi-khiéu |                 |
| Municipios rurales            | Xingang   | 新港鄉   | Sin-káng    | Sîn-kóng  |                 |
| Municipios rurales            | Yizhu     | 義竹鄉   | Gī-tek      | Ngi-tsuk  |                 |
| Municipios rurales            | Zhongpu   | 中埔鄉   | Tiong-po͘    | Chûng-phû |                 |
| Municipios rurales            | Zhuqi     | 竹崎鄉   | Tek-kiā     | Tsuk-khì  |                 |
| Municipio indígena de montaña | Alishan   | 阿里山鄉 | Un-lí-san   | Â-lî-sân  | PsoseonganaTsou |

El color indica el estado de las lenguas formosanas dentro de cada división.